# 公民民兵志愿预备队

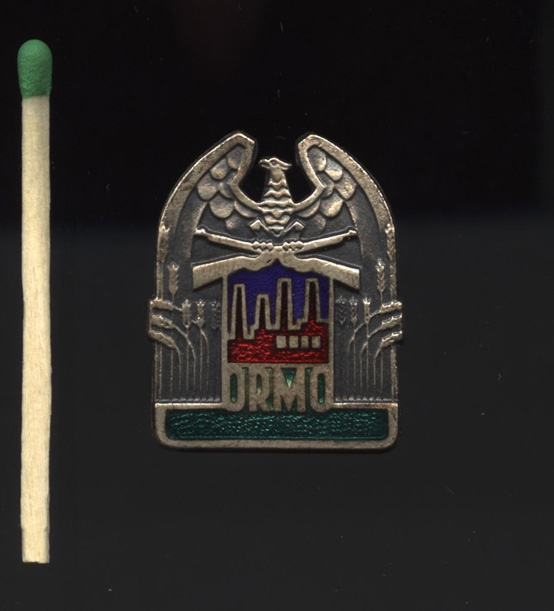
佩戴在制服口袋上的公民民兵志愿预备队徽章

公民民兵志愿预备队（波蘭語：Ochotnicza Rezerwa Milicji Obywatelskiej，缩写为ORMO）是波兰人民共和国的警察部队——公民民兵的预备役准军事组织。
该组织成立于1946年。该组织的预备役人数约为40万—45万（其平民志愿者曾一度达到60万），其成员主要来自执政的波兰统一工人党，还有参政党统一人民党和民主党的成员、具有共产主义倾向的农民和工人以及无党派的机会主义者参加。该组织曾帮助波兰统一工人党政府镇压团结工会等反对派组织。1989年，该组织被波兰议会解散。